# Ralpharia coccinea
Ralpharia coccinea är en nässeldjursart som beskrevs av Watson 1984. Ralpharia coccinea ingår i släktet Ralpharia och familjen Tubulariidae. Inga underarter finns listade i Catalogue of Life.